# Frunte
În anatomia umană, fruntea reprezintă partea superioară a feței care este formată din osul frontal. Partea de sus a frunții este marcată de linia părului, marginea zonei în care părul de pe scalp crește. Partea inferioară a frunții este marcată de creasta supraorbitală, caracteristica osoasă a craniului deasupra ochilor. Cele două laturi ale frunții sunt marcate de creasta temporală, o caracteristică osoasă care leagă creasta supraorbitală de linia de sutură coronală și dincolo. Cu toate acestea, sprâncenele nu fac parte din frunte.